# جشنواره فیلم هلند
جشنواره فیلم هلند (انگلیسی: Netherlands Film Festival) یک جشنواره سالیانه فیلم است که در هفته آخر سپتامبر و هفته اول اکتبر
به مدت ۱۰ روز در اوترخت، هلند برگزار می‌شود. جشنواره فیلم هلند در سال ۱۹۸۱ توسط فیلم‌ساز هلندی یوس استلینگ با عنوان روزهای فیلم هلند تأسیس شد.
این جشنواره آثار و فیلم‌های مشترک تولید سینمای هلند را ارائه می‌کند. علاوه بر فیلم بلند آثار فیلم کوتاه، فیلم مستند و تولیدات تلویزیونی نیز در این رویداد به نمایش گذاشته می‌شوند. است. جایزه جشنواره فیلم هلند تندیس گوساله طلایی Golden Calf نام دارد. در سال ۲۰۱۶ مخاطبان این جشنواره به ۱۶۰ هزار نفر رسید.
هر ساله تعدادی از سینماگران هلند به عنوان مهمان ویژه به این جشنواره دعوت می‌شوند. از مهم‌ترین آن‌ها پاولا فان در اوست، اننکه بلوک، مونیک هاندریکس، یوهانا تر اشتیخه، ژان فان د فلده، ژان دوکله، مونیک فن ده فن قابل اشاره‌اند.